# Staatliches Museum Auschwitz-Birkenau

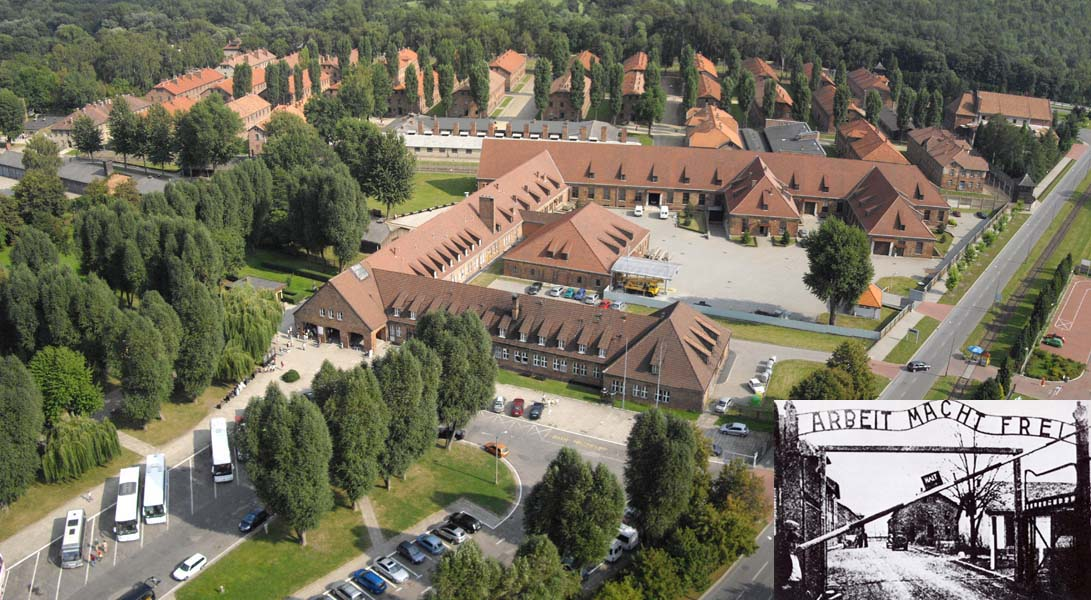
Luftaufnahme vom heutigen Museum KZ Auschwitz (2009)

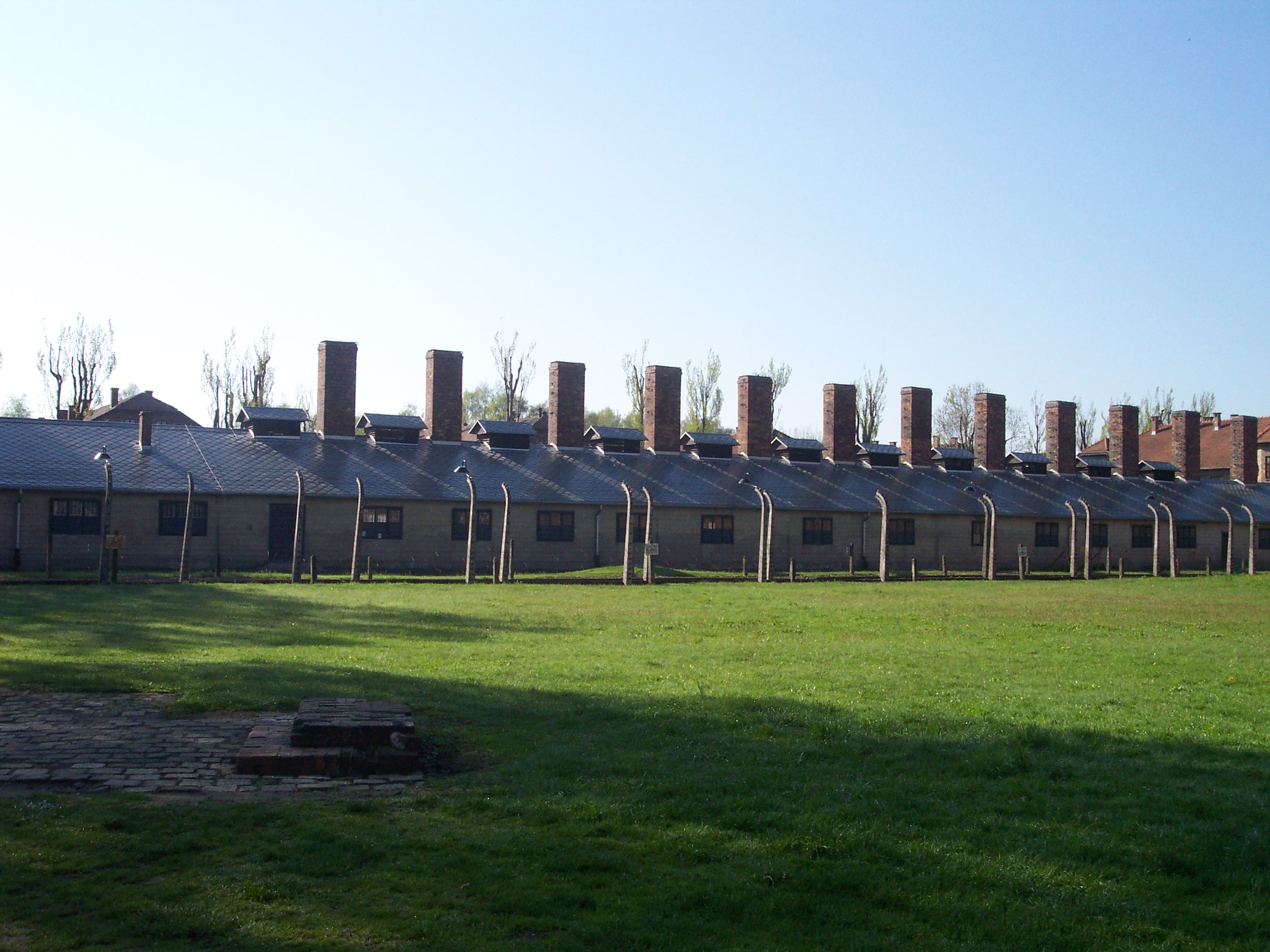
In der Nähe des Eingangs zum Konzentrationslager Auschwitz I (2006)

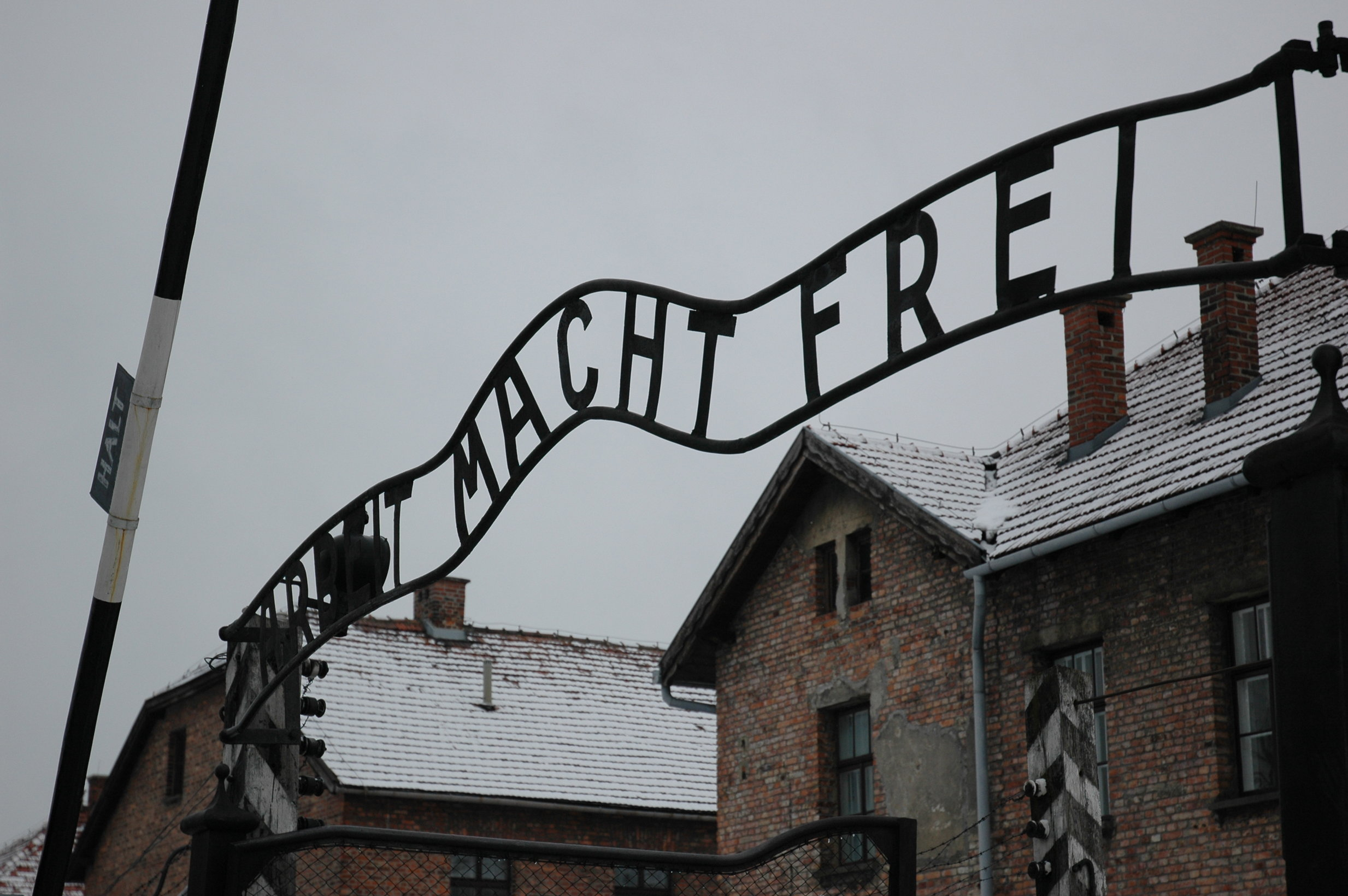
„Arbeit macht frei“

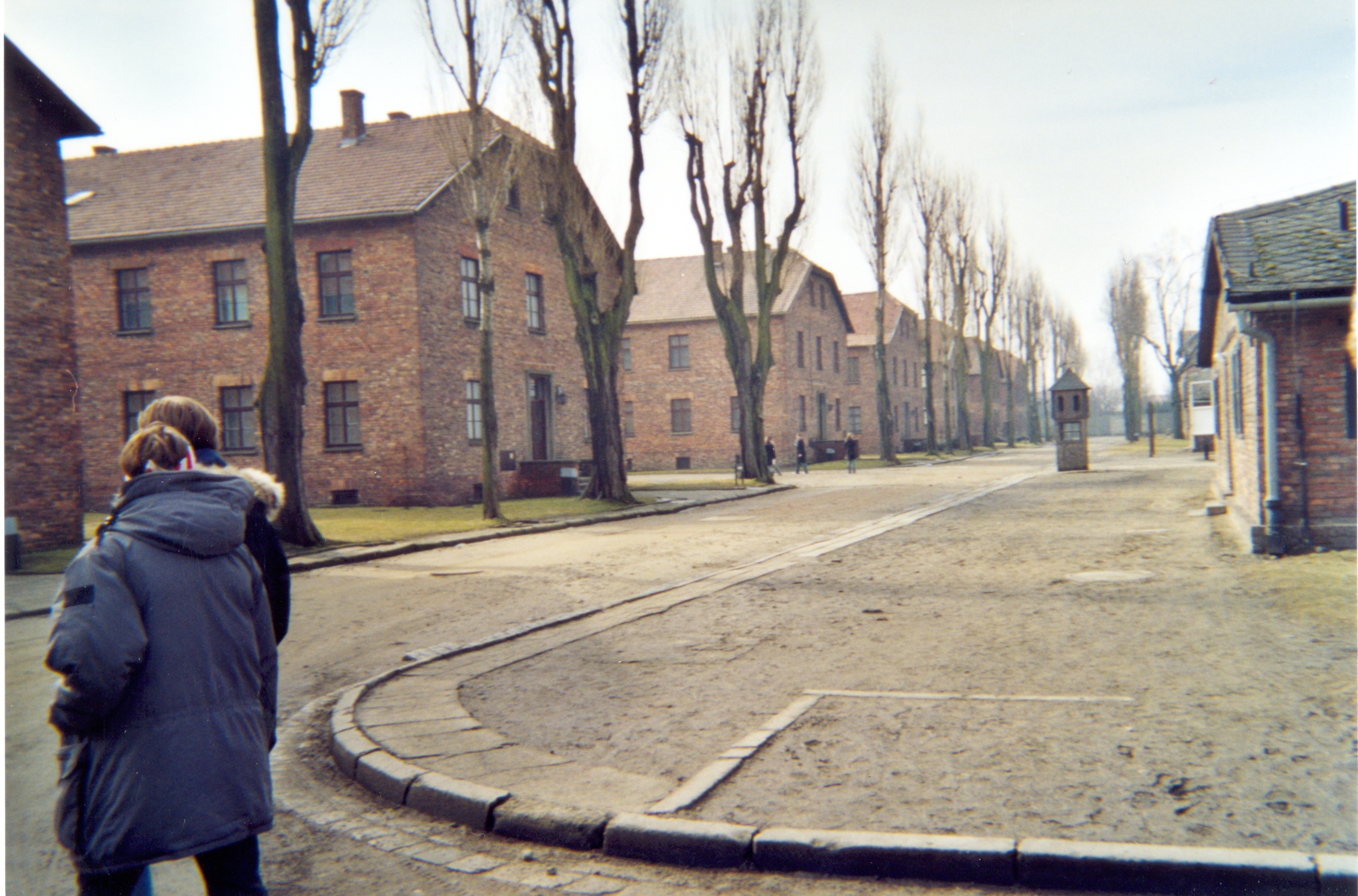
1. September 1992: Erster Gedenkdiener im Museum Auschwitz-Birkenau

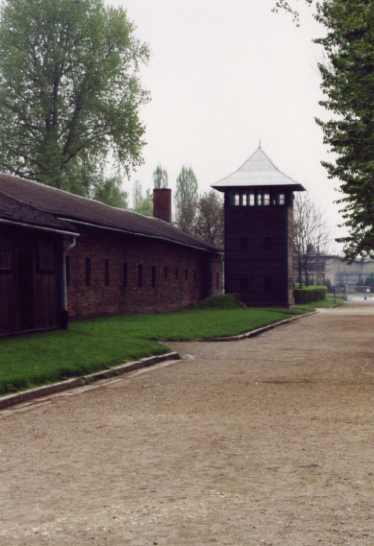
Wachturm im Konzentrationslager Auschwitz I (Stammlager)

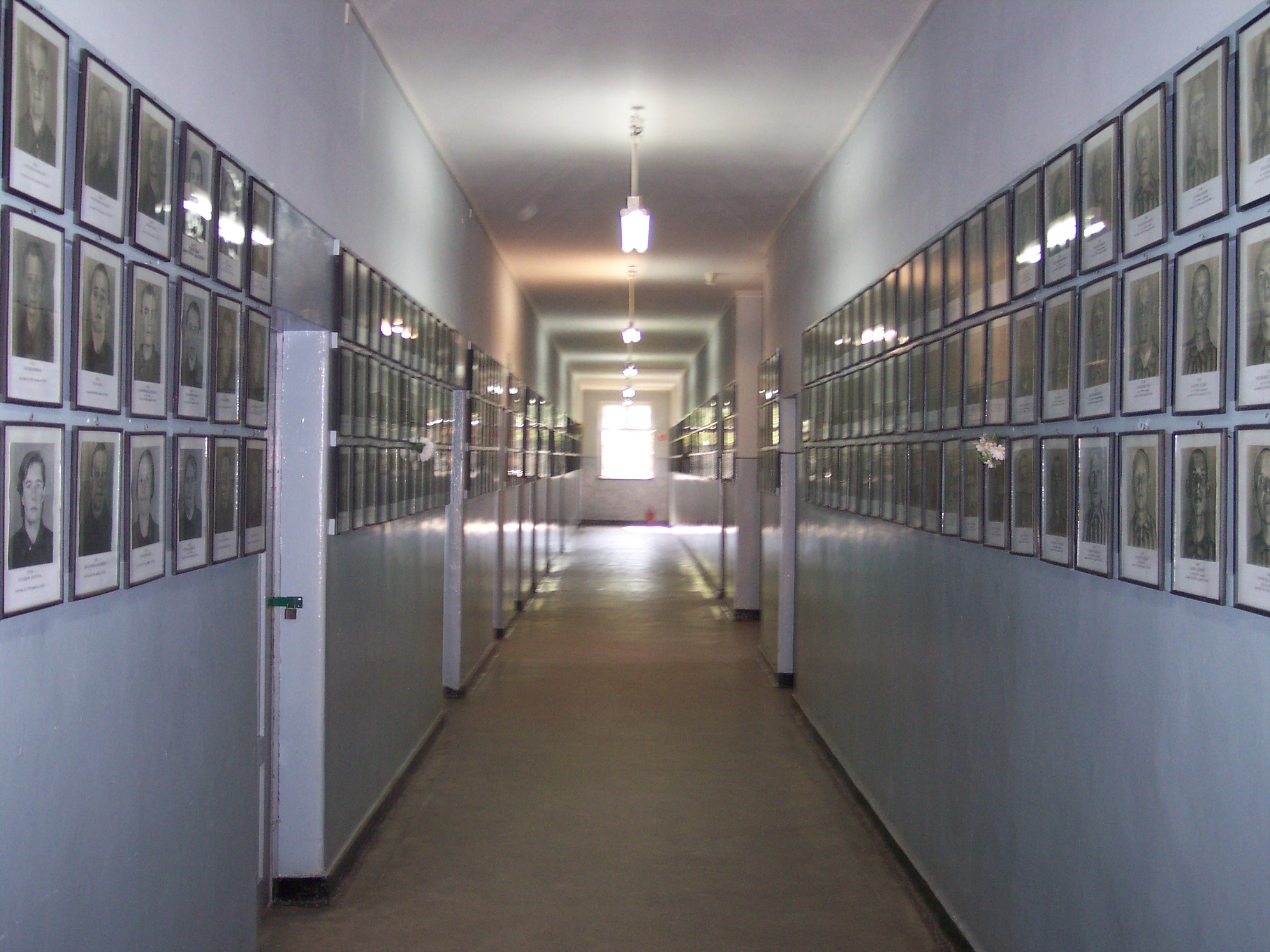
Block 11 in Auschwitz I

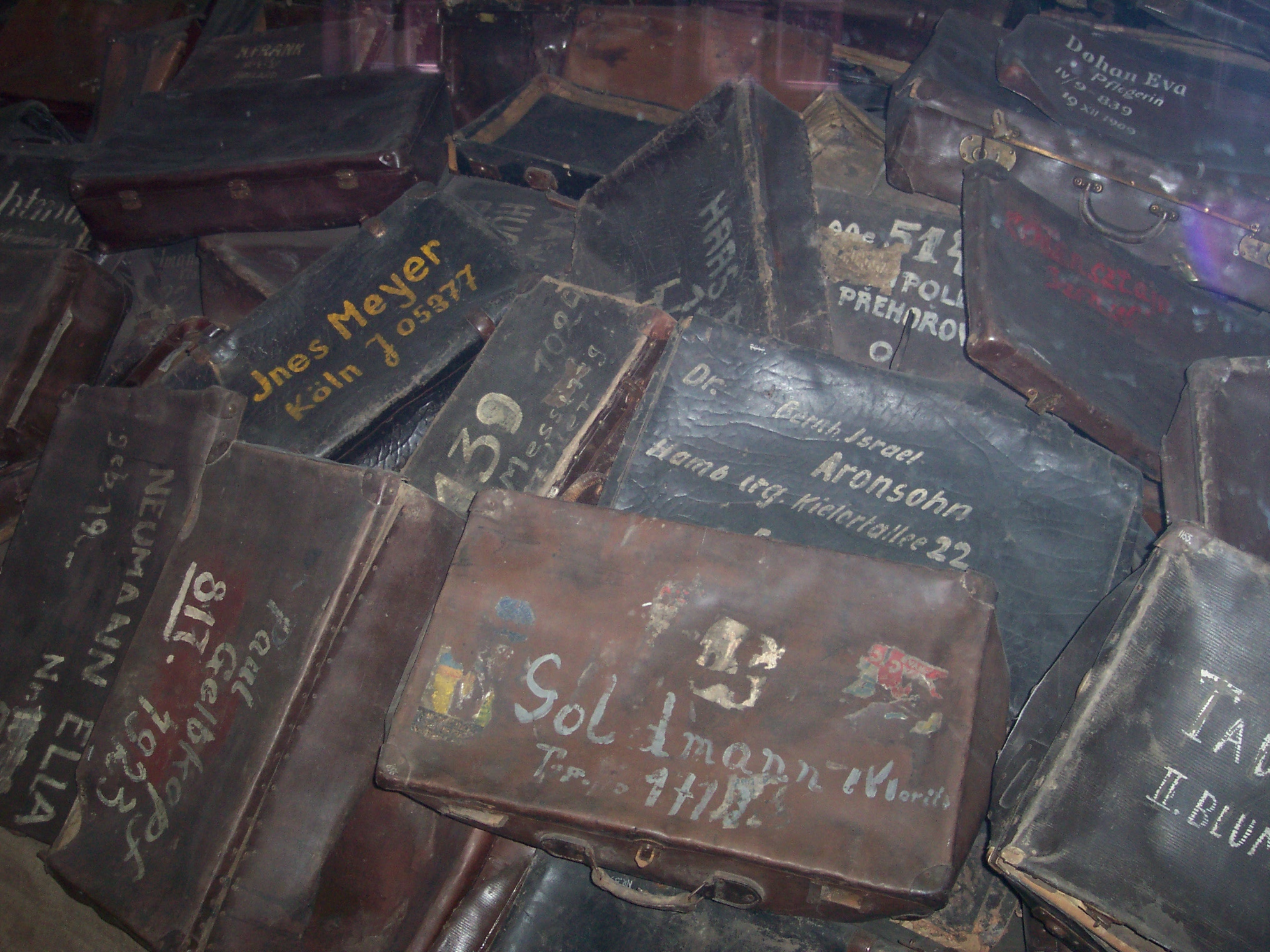
Koffer von in Auschwitz ermordeten Menschen

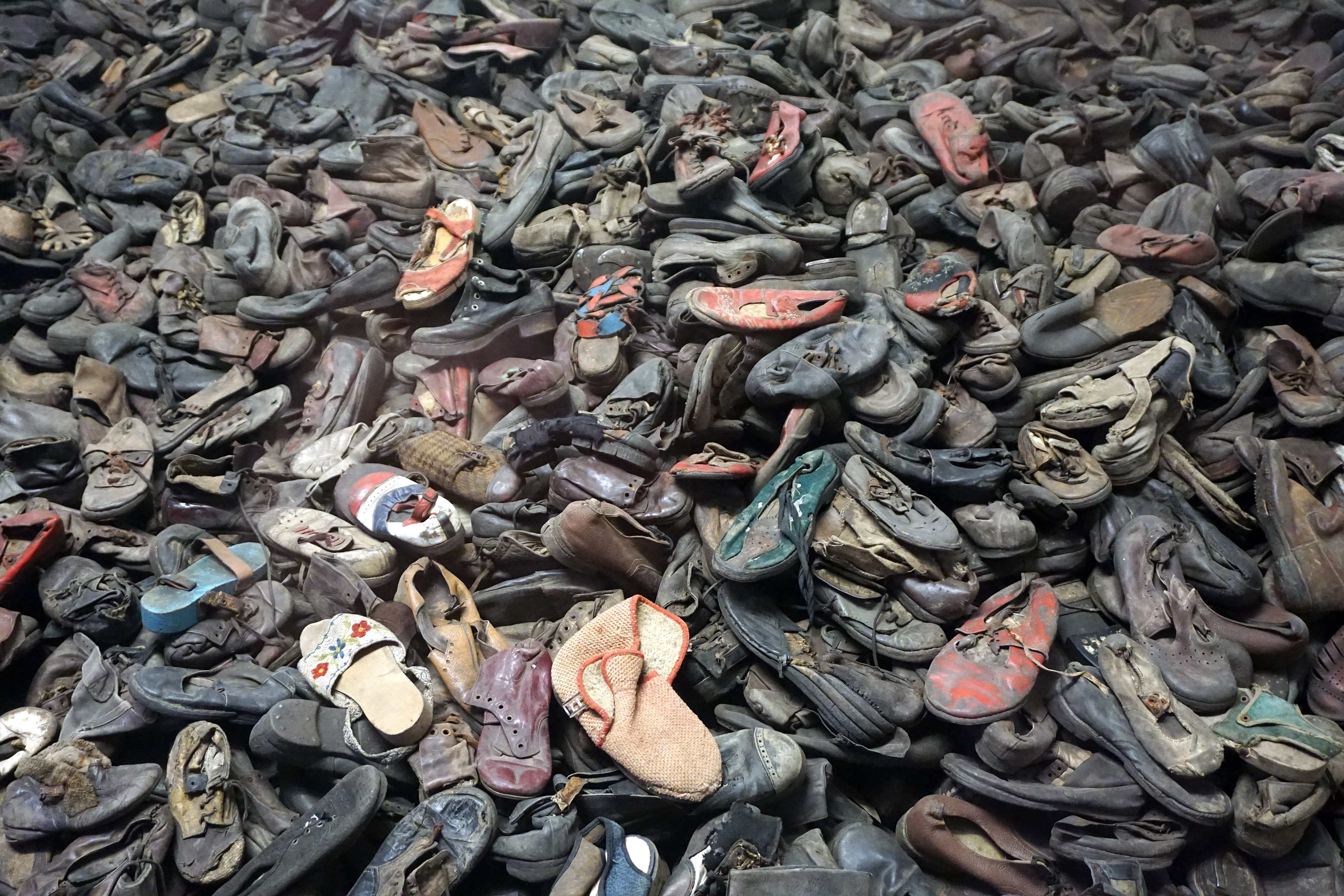
Schuhe der Ermordeten

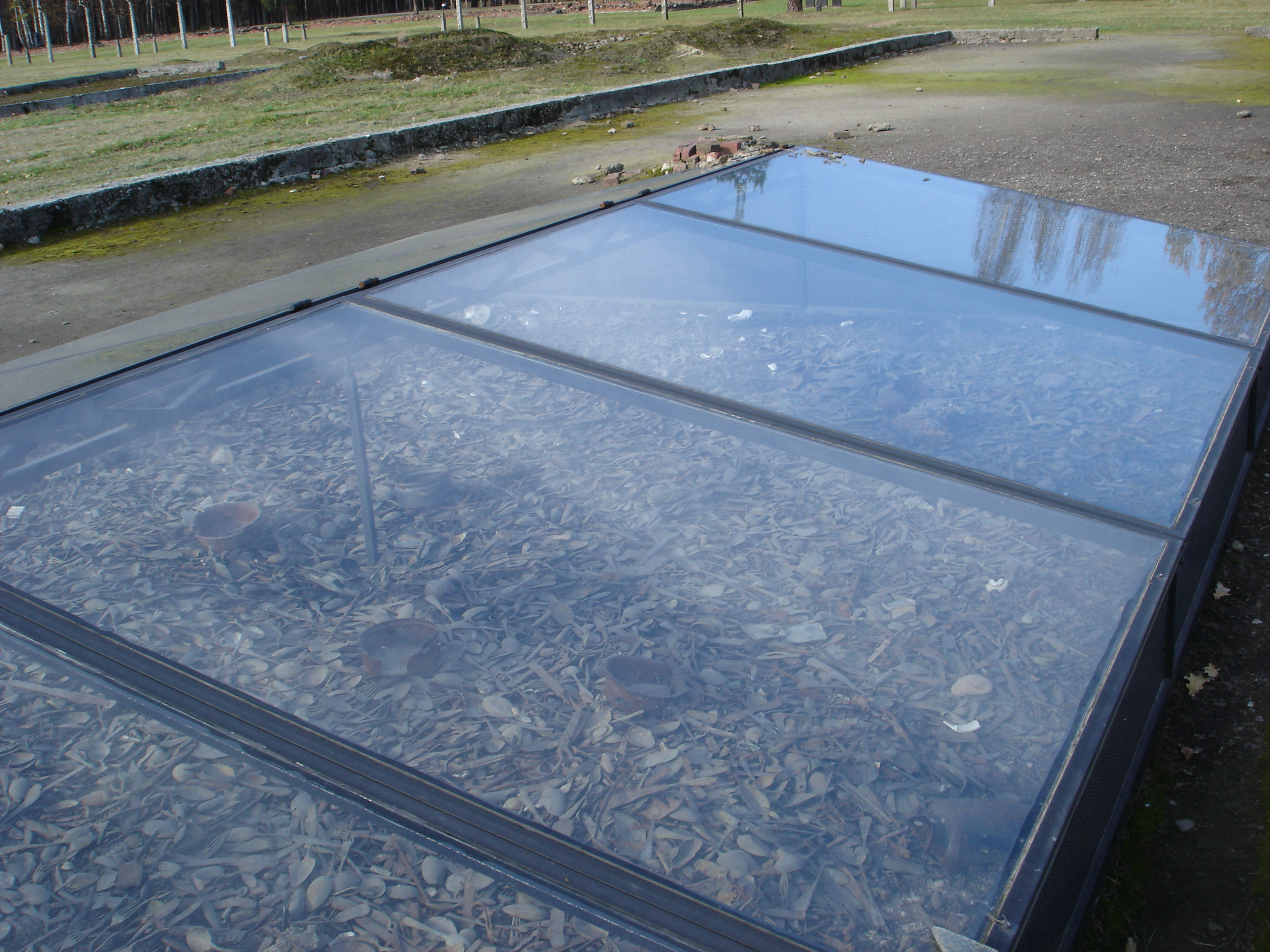
Überreste des Effektenlagers Kanada in Auschwitz-Birkenau

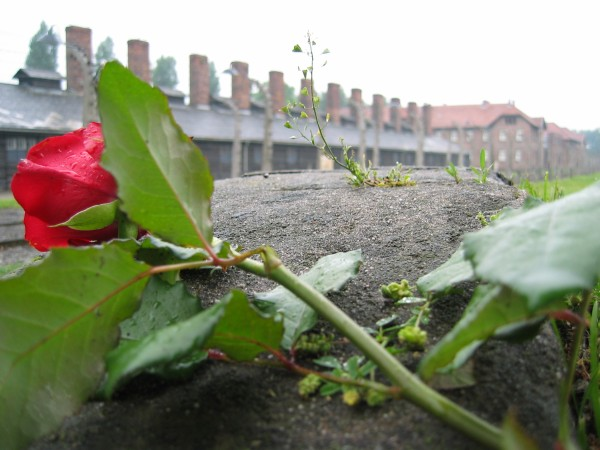
Auschwitz I – eine Rose zum Gedenken (2004)

Das Staatliche Museum Auschwitz-Birkenau (polnisch Państwowe Muzeum Auschwitz-Birkenau, Abkürzung PMO) ist eine Gedenkstätte auf dem Gebiet der polnischen Stadt Oświęcim in Südpolen. Sie umfasst die erhalten gebliebenen und rekonstruierten baulichen Anlagen der beiden Konzentrationslager KZ Auschwitz I (mit dem größeren Teil der Ausstellungsstücke) und KZ Auschwitz-Birkenau (auch KZ Auschwitz II, das eigentliche Vernichtungslager). Erinnert wird an die Morde und die Lager während der deutschen Besetzung Polens im Zweiten Weltkrieg. Das Museum hat verschiedene weitere Aufgaben, so wird zum Holocaust (Schoah) an den Juden sowie zum Porajmos an den Sinti und Roma in Europa durch die deutschen Nationalsozialisten geforscht.

## Allgemein
Das Museum wurde am 2. Juli 1947 auf Beschluss des polnischen Parlaments gegründet. Die Fläche beträgt 191 Hektar, wobei 20 ha zum Konzentrationslagerteil Auschwitz I und 171 ha zu Auschwitz II gehören.
Über 25 Millionen Besucher haben seit der Eröffnung das Museum besichtigt. Seit 1979 gehört das ehemalige Konzentrationslager zum Weltkulturerbe der UNESCO.
Orte des Gedenkens sind: Auschwitz I (das zunächst ausgebaute Stammlager), Überreste des Vernichtungslagers Birkenau (Auschwitz II), die Bahn-Nebenrampe zwischen den Konzentrationslagern Auschwitz und Birkenau, die in den Jahren 1942–1944 als „Entladestation“ diente. Die drei Kilometer zwischen den ehemaligen Lagern Auschwitz und Birkenau können zu Fuß bewältigt werden, es werden auch (kostenlose) Busfahrten angeboten. Das Museum wurde zunächst in verschiedenen Originalbauten untergebracht.
Das internationale Interesse lässt das ehemalige deutsche Konzentrationslager Auschwitz zum wichtigsten Symbol für den Holocaust werden. So besichtigten es zu Beginn der 1990er Jahre jährlich eine halbe Million Menschen. Die Zahlen der Besucher der erhaltenen Gebäude und der Ausstellungen des staatlichen Museums steigen über die Jahre hinweg konstant. 2017 betrug die Anzahl der Besucher 2,1 Millionen. Die Aufgliederung der Besucher nach Herkunftsländern (Top 10): Aus Polen 498.000, Großbritannien 339.000, USA 183.000, Italien 115.000, Spanien 101.000, Deutschland 85.000, Israel 83.000, Frankreich 74.000, Tschechien 53.000 und Schweden 44.000.
Dezember 2019: Nach Helmut Schmidt und Helmut Kohl ist Angela Merkel die dritte deutsche Bundeskanzlerin, die das frühere Konzentrationslager Auschwitz besichtigt hat und dort eine Ansprache zur Notwendigkeit gehalten hat, die Erinnerung an die Verbrechen Deutscher an diesem Ort zu bewahren.

## Geschichte
Nachdem die Sowjetunion das Lager 1947 an Polen übergab, erklärte das Parlament am 2. Juli 1947 das Gelände zu einem Museum. Gleichzeitig wurde die erste Ausstellung in den Baracken des Stammlagers gezeigt.
Zum siebten Jahrestag des ersten Transports polnischer Gefangener ins KZ Auschwitz wurde die Ausstellung unter der Mithilfe von ehemaligen Häftlingen überarbeitet. Diese wurde aber stark durch die Zeit des Kalten Kriegs beeinflusst, indem neben Bildern von jüdischen Ghettos auch Fotos aus Slums in den USA zu sehen waren. In den 1950er Jahren wurde das Stammlager restauriert.
Nach dem Tod von Stalin wurde 1955 eine neue Ausstellung konzipiert, die in dieser Form noch heute vorhanden ist. 1959 erhielt jedes Land mit Opfern in Auschwitz das Recht, eine eigene Ausstellung zu präsentieren. Hingegen wurde Opfergruppen wie Homosexuellen, Zeugen Jehovas und Roma dieses Recht verwehrt. 
Die polnische Regierung unter Władysław Gomułka verweigerte 1963 dem Staat Israel die Erlaubnis für eine eigene Ausstellung mit der Begründung, dass „die im Lager Auschwitz ermordeten Juden nicht Staatsbürger Israels waren“. Im April 1968 eröffnete die Jüdische Ausstellung nach einem Entwurf von Andrzej Szczypiorski. 1978 wurde sie neu gestaltet. Zu einem Eklat kam es 1979, als Papst Johannes Paul II. auf seiner ersten Polenreise in Birkenau eine Messe zelebrierte und das Lager als Golgatha unserer Zeit bezeichnete.
1962 wurde eine Schutzzone um das Museum in Brzezinka/Birkenau und 1977 eine um das Museum in Oświęcim (das ehemalige Auschwitz) festgelegt, um den historischen Zustand des Lagers zu erhalten. Diese Zonen wurden 1999 als Gesetz durch das polnische Parlament bestätigt.
1967 wurde auf dem Gebiet von Auschwitz II zwischen den Krematorien das erste größere Denkmal, das Internationale Mahnmal für die Opfer des Faschismus, eingeweiht. Erst in den 1990er Jahren begann man damit, Informationstafeln aufzustellen. Zu dieser Zeit wurden auch die Gleise der Rampe im Lager erneuert. Der Stacheldraht wird auch ständig ausgetauscht. Die Betonpfosten sind nach dem Ibachverfahren (Acrylharzvolltränkung) dauerhaft konserviert.
2008 in Deutschland entdeckte Original-Baupläne des Lagerausbaus der Bauleitung der SS Auschwitz wurden 2009 der Holocaust-Gedenkstätte Yad Vashem in Israel übereignet.
Überliefert ist auch das Fotoalbum dieser Zentralbauleitung, in dem der Fortschritt der Bauarbeiten im Lagerkomplex Auschwitz durch den Angehörigen der Zentralbauleitung Dietrich Kamann dokumentiert ist.

## Nationalausstellungen
Seit 1960 befinden sich im ehemaligen Konzentrationslager Auschwitz I, dem Stammlager, „Nationalausstellungen“. Sie entstanden in Zusammenarbeit des jeweiligen Landes, das während des Zweiten Weltkrieges von den Nationalsozialisten besetzt und dessen Einwohner nach Auschwitz deportiert worden waren, mit dem Museum. Den jüdischen Opfern und (seit 2001) den Sinti und Roma sind jeweils eine eigene Ausstellung gewidmet. Die meisten Ausstellungen wurden im Laufe der Jahre durch neue ersetzt. Dies gilt unter anderen für Belgien, Frankreich, Niederlande, Slowakei, Tschechien und die ehemalige UdSSR. Eine deutsche Ausstellung, die bis zum Berliner Mauerfall von der DDR unterhalten wurde, wurde bisher nicht ersetzt.
Die erste Nationalausstellung der UdSSR wurde 1961 eröffnet. Sie wurde 1977 und 1985 erneuert. Im Jahre 2003 machten die russischen Organisatoren den Vorschlag, eine völlig neue Ausstellung zu eröffnen. Daraufhin wurde dieser Ausstellungsteil geschlossen. Differenzen über Fragen der territorialen Situation in der UdSSR in den Jahren 1939–1941, nach dem Molotow-Ribbentrop-Pakt (dem deutsch-sowjetischen Nichtangriffspakt), verzögern die Wiedereröffnung. Dabei geht es um die Staatsangehörigkeit der Bevölkerung in den Territorien der Baltischen Staaten, die östlichen Gebiete des damaligen Polens und einen Teil Rumäniens. Russlands Staatspräsident Putin wurde bei einem Besuch im Konzentrationslager 2005 darüber informiert.
Die 1978 eröffnete Österreich-Ausstellung stellte Österreich nur als Opfer des Nationalsozialismus dar. Diese einseitige Darstellung motivierte den österreichischen Politikwissenschaftler Andreas Maislinger über die deutsche Aktion Sühnezeichen 1980/81 im Museum mitzuarbeiten und den Österreichischen Gedenkdienst zu gründen. Der damalige österreichische Bundespräsident Rudolf Kirchschläger hatte Maislinger zu verstehen gegeben, dass er als junger Österreicher in Auschwitz nichts zu sühnen hätte. Wegen dieser ablehnenden Haltung der Repräsentanten der Republik Österreich konnte der erste Gedenkdiener erst am 1. September 1992 seinen Dienst antreten. Später gestand Kirchschläger Maislinger gegenüber ein, dass der Gedenkdienst „heilsamer geworden ist, als ich mir seinerzeit vorgestellt habe.“
Im Jahre 2005 wurde im Rahmen der österreichischen Delegation bei der Task Force for International Cooperation on Holocaust Education, Remembrance, and Research (ITF) eine Initiative „Neugestaltung der Österreichischen Gedenkstätte im Staatlichen Museum Auschwitz-Birkenau“ gebildet, die sich zur Aufgabe gemacht hat, die österreichische Nationalausstellung grundlegend zu überarbeiten. Am 15. November 2005 wurde die ursprüngliche Eingangsplakette, die Österreich als „erstes Opfer des Nationalsozialismus“ darstellte, durch ein neues Banner ersetzt, das darauf hinweist, dass diese Darstellung nicht mehr dem Geschichtsbild des heutigen Österreich entspricht.
Die Österreich-Ausstellung wurde im Oktober 2013 für Besucher geschlossen und wurde neu gestaltet. Die jetzige Ausstellung unter dem Titel „Entfernung. Österreich und Auschwitz“ wurde am 4. Oktober 2021 eröffnet.

## Museumsorganisation
Im Museum sind über 200 Personen in den folgenden Abteilungen als Angestellte tätig: Archiv, Computersektion, Informationsbüro über ehemalige Häftlinge, Sammlungen, Konservatorische Abteilung, Bibliothek, Wissenschaftliche Forschungsabteilung, Sektion für ehemalige Häftlinge, Ausstellungen, Bildung und Erziehung und die für wissenschaftliche Publikationen der Museumsmitarbeiter (Schnittstelle zum Verlag). Besucher und Besuchergruppen kommen also vor allem mit den beiden Abteilungen Ausstellungen bzw. Bildung und Erziehung in Kontakt.

## Besuch
Der größere Teil der Ausstellungsgegenstände ist im Stammlager Auschwitz I, das in knapp 2 km Abstand südlich des heutigen Bahnhofs Oświęcim gelegen ist. Diese Ausstellungen können (Stand 2019) mit ca. dreistündigen Führungen besucht werden. Von 16 bis 18 Uhr können die Ausstellungen ohne Führung besucht werden. Ein Shuttlebus verbindet diesen Ausstellungsbereich mit dem Lager II. 
Begrifflich tragen sowohl das Museum wie die Welterbestätte den Namen Auschwitz-Birkenau; gleichzeitig war das der Name des Lagers II als KZ Auschwitz-Birkenau, eine Verwechslung ist daher zu vermeiden. 
Im weitläufigeren Gelände des Lagers II können neben dem Mahnmal Baracken und Ruinen, in denen sich die Gaskammern befunden hatten, besucht werden. Dieses ist ohne Anmeldung zugänglich. Ein Museumsbesuch beginnt sinnvollerweise mit der Anmeldung zu einer Führung im Lager I rechts neben dem Museumseingang. Bei längerer Wartezeit kann dann die Besichtigung des Lagers II zwischengeschaltet werden, bei kurzer Wartezeit können einige Exponate vor dem eigentlichen Museumseingang betrachtet werden. Es besteht die Möglichkeit, einen Besuchstermin vorab online zu reservieren.
Oświęcim ist ein Halt der Direktzüge zwischen Wien und Krakau und zwischen Prag und Krakau; weiterhin verkehren etwa jede Stunde regionale Züge nach Krakau (Fahrtzeit ca. 65 Minuten) und alle zwei Stunden nach Katowice (Stand 2024). Von Krakau aus werden auch zahlreiche Bustouren mit unterschiedlichen Aufenthaltsdauern im KZ-Bereich angeboten.

## Erhaltung des Weltkulturerbes

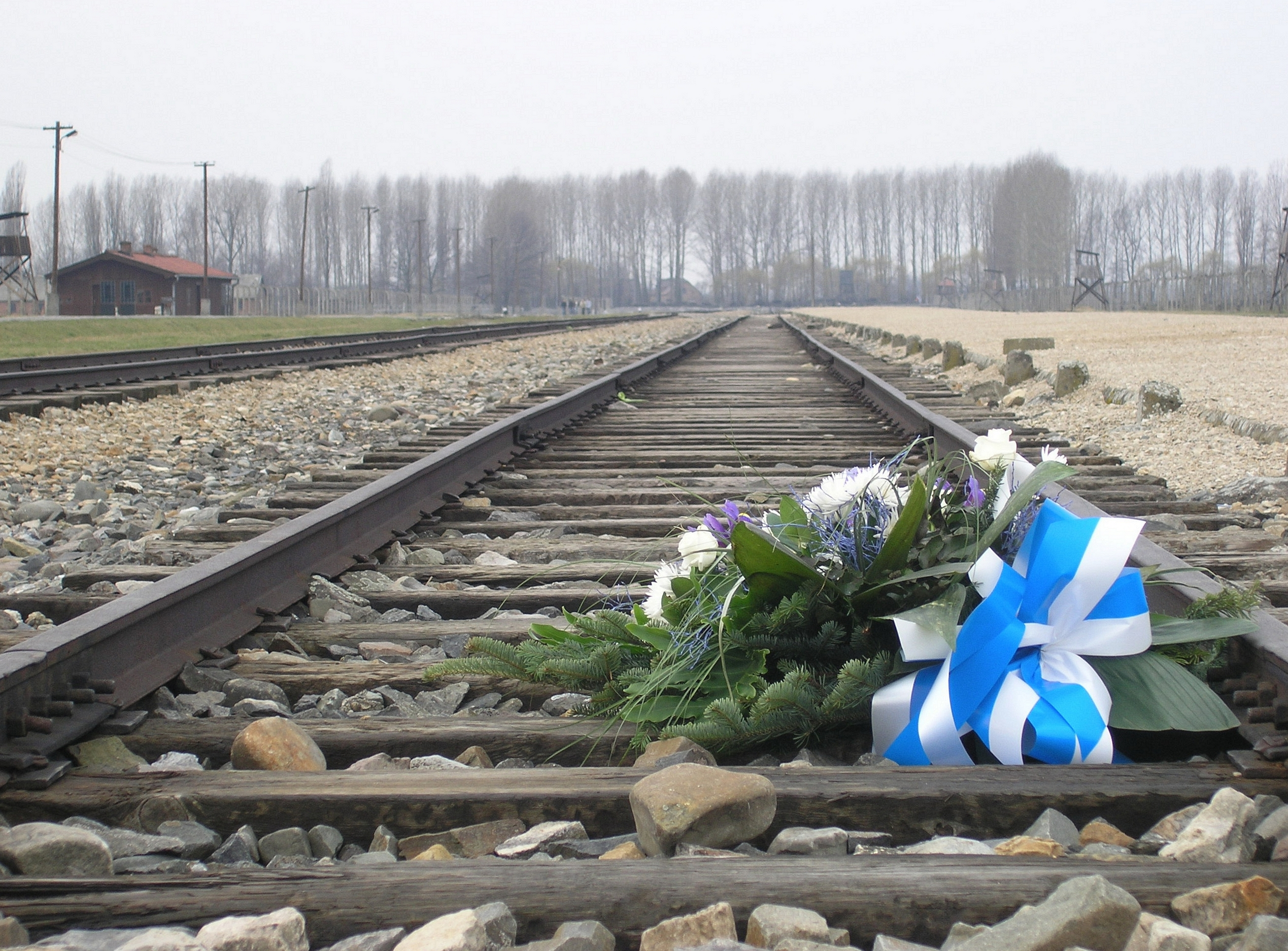
Blumen zum Gedenken auf den Bahngleisen der Entladerampe im KZ Auschwitz-Birkenau (2007)

World Heritage Emblem

Das Museum wurde von der UNESCO unter dem Namen „Auschwitz-Birkenau – deutsches nationalsozialistisches Konzentrations- und Vernichtungslager (1940–1945)“ zum Teil des Weltkulturerbes erklärt. Mit der Erweiterung des Namens sollte einer Gleichsetzung des von Deutschen verübten Völkermords mit Polen vorgebeugt werden, weil sich die Lagerteile auf polnischem Gebiet befanden und als Museumsbestandteile heute dort befinden.
Die Erhaltung des 191 ha großen Gedenkstättengeländes stellt Polen und die Museumsleitung vor große Aufgaben, zumal sich auf dem Gelände 155 Gebäude und 300 Ruinen befinden, darunter die von der SS vor ihrer Flucht gesprengten Gaskammern und Krematorien. Dazu wurde im Januar 2009 unter Leitung von Wladyslaw Bartoszewski, dem Auschwitz-Überlebenden und ehemaligen Außenminister Polens, die Stiftung Auschwitz-Birkenau mit Sitz in Warschau begründet. Sie hat es sich zum Ziel gesetzt, bei Regierungen Spenden zur Erhaltung von Auschwitz-Birkenau in Höhe von 120 Millionen Euro einzuwerben, um so aus dem dann erwarteten jährlichen Zinsertrag von circa 4–5 Millionen Euro die notwendigen Erhaltungs- und Restaurierungsarbeiten systematisch und langfristig planen und durchführen zu können. Neben der deutschen Regierung, die sich mit 60 Millionen Euro an der Stiftung beteiligt, haben die USA, Frankreich, Kanada, die Niederlande und Israel neben anderen Ländern ihre Beteiligung zugesagt. Zum zehnjährigen Bestehen der Stiftung Auschwitz-Birkenau besuchte Bundeskanzlerin Angela Merkel zum ersten Mal das ehemalige Vernichtungslager und hielt eine Rede. Am 16. Juni 2020 unterzeichneten der deutsche Außenminister Heiko Maas und der Leiter der Gedenkstätte Auschwitz, Piotr Cywiński, eine Vereinbarung, wonach Deutschland, je zur Hälfte der Bund und die Länder, insgesamt noch einmal etwa 60 Millionen Euro zum Kapitalstock der Stiftung Auschwitz-Birkenau in diesem Jahr beisteuern.

## Ausstellungen
Im Sommer 2013 wurde in Peking eine Ausstellung über Auschwitz und den Holocaust gezeigt. Sie galt als die erste derartige Ausstellung in China.

## Film
- Emil Weiss: Auschwitz, premiers témoignages. Trilogie „Hourban“. Filmdokumentation, Frankreich, 2009, Erstsendung der deutschen Fassung in der BRD bei Arte, 26. Januar 2011 (Gesprochen werden die Niederschriften von Marc Klein über Auschwitz I und Rajsko, Suzanne Birnbaum und Robert Levy über Auschwitz II Birkenau und Robert Waitz über Auschwitz III Monowitz. Die Gegenwartsbilder aus dem Museumsgebiet werden zum Teil kontrastiert mit historischen Schwarz-/Weißfotografien vom selben Ort aus der Nachkriegszeit.)
- Robert Thalheim: Am Ende kommen Touristen, deutscher Spielfilm, 2007. Darin verarbeitet der Regisseur eigene Erfahrungen als Zivildienstleistender vor Ort in den 1990er Jahren.
- multimedial: Auschwitz kann jetzt auch digital besucht werden (Martin Adam, für das ARD-Büro in Warschau, beschreibt ein Angebot des Museums im Internet. Interaktiv und online kann man seit Kurzem die Gedenkstätte Auschwitz besuchen. Die digitalen Rundgänge wurden aus der Problematik während der Covid-19-Pandemie heraus entwickelt. Teilnehmen können so auch Menschen, für die ein Besuch sonst nicht möglich wäre.) Artikel bei tagesschau.de der ARD vom 27. Januar 2024[20]
- Virtuelle Besichtigung der Ausstellung in Block 20 im Stammlager I (Frankreich, frz.)
- Jonathan Hayoun: Rettet Auschwitz! Frankreich 2015. 60 Min. , dokumentiert, dass „Europas größter Friedhof … manchmal … wie ein makabrer Ausflugsort … wirkt“.[21]